# Enzo Erra
Vincenzo Erra, dit Enzo, né à Naples le 7 juillet 1926 et décédé le 21 septembre 2011, est un homme politique, journaliste et essayiste italien.

## Biographie

### La RSI
Enzo Erra fuit sa ville natale en 1943 à l'arrivée des troupes anglo-américaines. Il rejoint Rome, où il s'engage comme élève officier de la toute nouvelle République sociale italienne (RSI). Une fois sa formation militaire accomplie, il sert jusqu'à la fin de la guerre dans la Division San Marco.

### L'après-guerre
En 1947, il adhère au Mouvement social italien, récemment fondé. Il se fait rapidement remarquer au sein de la première organisation de jeunesse du mouvement, le Raggruppamento giovanile studenti e lavoratori, dont il va devenir le secrétaire. C'est lui qui aurait suggéré l'adoption de la flamme tricolore, inspirée, des Arditi de la Première guerre mondiale, comme symbole du MSI. Le symbole est alors employé dès les élections de 1948. Erra est actif aussi bien sur le plan politique que sur les plans journalistique et culturel. 
En 1948, Erra fonde avec Pino Rauti et Egidio Sterpa la revue La Sfida (Le Défi). Il est à l'origine, en 1950, d'une autre revue, Imperium, vouée elle aussi à une brève existence, mais dont le titre va rester attaché à la brochure Orientamenti (Orientations) du philosophe Julius Evola. La brochure, qui aura une longue postérité dans les rangs de la droite radicale italienne, paraît en effet pour la première fois en tant que supplément de la revue. 
En janvier 1951, Erra, en tant que membre d'un groupe « spiritualiste », « I figli del Sole », est arrêté dans le cadre du procès des FAR (Fasci di azione rivoluzionari), un groupe clandestin soupçonné de projeter des actions violentes. Il est jugé en compagnie de quelques-uns des futurs « grands noms » de la droite radicale italienne: Pino Rauti, Clemente Graziani, et même Julius Evola, tenu à tort pour être l'inspirateur du groupe. Il est acquitté en novembre, après plusieurs mois de détention.
Au congrès de Viareggio, en 1954, il soutient, avec Rauti, la ligne de Pino Romualdi et d'Ernesto De Marzio. En novembre 1956, au congrès de Milan, il soutient Arturo Michelini contre la candidature d'Almirante, malgré les positions atlantistes du premier. En 1958, il quitte le MSI, pour s'adonner totalement au travail journalistique et aux recherches historiques. Il collaborera notamment aux quotidiens Roma, La Notte et au Secolo d’Italia, ainsi qu'à diverses revues, dont Elementi, la publication de la Nuova Destra. 
Au cours des dernières années du MSI, il ré-adhère au parti, où il entre rapidement à la direction. Il devient un allié de Pino Rauti, qui anime alors le courant Andare Oltre. Après la démission de Rauti en juillet 1991, il collabore avec Gianfranco Fini jusqu'au congrès de Fiuggi en 1995, qui voit la transformation du MSI en Alleanza Nazionale.

### LeFronte nazionale
Le 13 juillet 1997, Adriano Tilgher, Tomaso Staiti de Cuddia et Enzo Erra, tous trois alors cadres du Mouvement social - Flamme tricolore, convoquent une assemblée d'environ deux cents dirigeants et militants. Ils contestent la direction du parti menée par Pino Rauti. Après une violente confrontation verbale, les trois hommes sont exclus sous prétexte qu'ils auraient « nui à l'activité du mouvement et à son ordre interne ».
Le 26 septembre, ils annoncent la création d'un nouveau parti : le Fronte nazionale, dont Erra devient le porte-parole officiel. 

## Thèses
Enzo Erra est marqué très tôt par Julius Evola, mais aussi par le théoricien « spiritualiste » Massimo Scaligero,.
Erra défend une ligne radicalement antidémocratique, hostile aux tendances héritières de la toute dernière période de la République sociale italienne et qui se réclament, elles, d'un « socialisme national ».
En dépit de certaines critiques qu'il adresse à l'historien Renzo De Felice, il lui sait gré d'avoir fait ressortir plusieurs points, à ses yeux essentiels, du fascisme. Ainsi, tout comme De Felice et comme Emilio Gentile, Erra considère que le fascisme ambitionnait d'être l'amorce d'une « nouvelle civilisation ». Pour lui, la guerre d'Espagne et la Deuxième guerre mondiale n'ont pas été des conflits idéologiques, mais des affrontements entre « visions du monde ». Les difficultés interprétatives du phénomène fasciste viennent essentiellement de l'obstination à lui appliquer des critères et des schémas qu'il a rejetés d’emblée : ainsi les cadres de droite et de gauche, de révolution et de contre-révolution, de tradition et de modernité. Erra opère par ailleurs une très nette distinction entre, d'une part, l'optimisme du fascisme et, d'autre part, le pessimisme du national-socialisme allemand et même du « radicalisme de droite italien ».

## Œuvres
- L'interpretazione del fascismo nel problema storico italiano, Roma, Giovanni Volpe Editore, 1971
- Sei risposte a Renzo De Felice, Roma, Giovanni Volpe Editore, 1976 (en collaboration avec Maurice Bardèche, Gottfried Eisermann, Julien Freund, A. James Gregor et « un témoin anonyme » [pseudonyme de Giovanni Volpe]
- Le radici del fascismo: una storia da riscrivere, Roma, Edizioni Settimo Sigillo, 1995, 1998

### Textes traduits en français
- « Le sens ultime du fascisme » [trad. de la contribution d'Enzo Erra à l'ouvrage collectif Sei riposte a Renzo De Felice], Tabou, no 17, 2010, p. 36-93.
- « Tradition et intervention » [trad. de postface d'Enzo Erra à : Julius Evola, Orientamenti, Edizioni di Ar, Padoue, 2000, p. 73-80], Tabou, no 17, 2010, p. 94-106.